# Calorimètre isopéribolique
Un calorimètre isopéribolique ou calorimètre quasi adiabatique est un « calorimètre où l’échange de chaleur entre l’échantillon et l’enceinte thermostatique est minimisé uniquement par une isolation thermique ».
La température du thermostat qui l’entoure est maintenue constante (isopéribolique). La grandeur mesurée est la température du système en fonction du temps.
Ce type de calorimètre est utilisé :
- pour des réactions chimiques rapides (moins de 30 minutes) ;
- pour une énergie de réaction élevée ;
- à la température ambiante.

Le calorimètre de Berthelot est un calorimètre isopéribolique.